# Fabales
Fabales es un orden de plantas de la clase Magnoliopsida, subclase Rosidae, de distribución mundial (más frecuente en las zonas tropicales) y con alta distribución altitudinal. Entre 16 000 y 18 000 especies (uno de los mayores órdenes), con gran importancia económica, como alimentación: frutos, semillas o la planta entera (forraje); medicinal; industrial: gomas, aceites y perfumes; ornamental; etc.
Fabaceae, es la tercera familia de plantas más grande del mundo, y como tal contiene la mayor parte de la diversidad de las Fabales, las otras familias constituyen una parte comparativamente pequeña de la diversidad del orden. La investigación en el orden se centra principalmente en las Fabaceae, debido en parte a su gran diversidad biológica y a su importancia como plantas alimenticias. Las Polygalaceae están bastante bien investigadas entre las familias de plantas, en parte debido a la gran diversidad del género Polygala, y otros miembros de la familia son plantas alimenticias para varias especies de lepidópteros ( mariposas y polillas). Mientras que los taxonomistas utilizan técnicas filogenéticas molecularesSi encuentran un fuerte apoyo para el orden, quedan interrogantes sobre las relaciones morfológicas de Quillajaceae y Surianáceas con el resto del orden, debido en parte a la limitada investigación sobre estas familias.

## Características
Se trata de un grupo muy homogéneo. Las flores son actinomorfas o zigomorfas (existe tendencia a la zigomorfía), hermafroditas, pentámeras, con tendencia a la reducción del número de estambres, con un carpelo. Hojas en general compuestas y estipuladas. Fruto generalmente seco y dehiscente por dos suturas (nervio del carpelo y sutura): legumbre.
Las flores pueden ser solitarias o estar agrupadas en las axilas de las hojas. Las inflorescencias, cuando están presentes, son de varios tipos, simples o ramificadas de diversas maneras. Las flores suelen ser bisexuales, pero las flores unisexuales aparecen esporádicamente en toda la familia. Algunas leguminosas producen dos tipos de flores, comúnmente en la misma planta. Las típicas tienen pétalos conspicuos que se abren para que sea posible la polinización cruzada (en algunas, un mecanismo obligatorio de propagación); en otras, todas las partes están reducidas y los pétalos no se abren, lo que obliga a la autopolinización. En algunas flores, los sépalos suelen estar parcialmente fusionados y los cinco pétalos alternan su posición con los sépalos. Normalmente hay alrededor de 10 estambres. Los estambres pueden permanecer libres o estar fusionados en una única estructura tubular (monadelfo) o en un grupo de nueve estambres unidos con un estambre libre por encima.
Es frecuente la formación de nódulos fijadores de nitrógeno.
Biotipos
Árboles, arbustos y hierbas (estos dos últimos más frecuentes en las zonas templadas). Relacionado con Rosaceae y con Saxifragaceae.
Tres grupos, que suelen distribuirse de dos formas diferentes: 
- Tres subfamilias: Faboideae, Mimosaceae y Caesalpiniaceae

## Distribución geográfica y diversidad
Este orden tiene una distribución cosmopolita, aunque es más frecuente en áreas tropicales, y tiene una gran distribución altitudinal. La subfamilia Papilionoideae familia (Faboideae) Fabaceae, aunque está presente en todos los principales biomas la tierra, se concentró en las regiones de clima templado del hemisferio norte.
Este orden contiene entre 21 000 y 23 000 especies (es uno de los órdenes más grandes de plantas con flores), incluidas múltiples especies de gran importancia económica. Los miembros de este orden, en particular de la familia Fabaceae, se utilizan como plantas para el consumo humano (mediante el uso de frutos, semillas o la planta entera), como plantas medicinales, como plantas ornamentales, para la silvicultura (producción de madera y protección del suelo) y para uso industrial (producción de gomas, aceites y perfumes).

### Fabaceae
Fabaceae, comúnmente denominada la familia de plantas con flores de guisantes o leguminosas, es una de las familias botánicas más diversas e importantes dentro del reino vegetal. Después de Orchidaceae y Asteraceae, Fabaceae constituye la tercera familia más grande de angiospermas, con aproximadamente 19,500 especies distribuidas en más de 700 géneros. Se encuentra en una amplia variedad de hábitats en todo el mundo, desde selvas tropicales hasta regiones áridas y templadas.
Características morfológicas
Las Fabaceae presentan una notable diversidad morfológica e incluyen arbustos, árboles, enredaderas y hierbas. Las especies leñosas predominan en regiones tropicales, mientras que las herbáceas son más comunes en zonas templadas. Su característica distintiva es la presencia de frutos en forma de legumbre, una vaina que encierra las semillas y que se abre en dos valvas cuando madura. Sus hojas suelen ser compuestas y estipuladas, y muchas especies presentan zarcillos para trepar.
Las flores de las Fabaceae suelen ser zigomorfas (bilateralmente simétricas) y presentan una estructura típica de "pétalos papilionados", compuestos por un estandarte grande, dos alas laterales y dos pétalos fusionados formando una quilla. Sin embargo, existen variaciones dentro de la familia, como en las subfamilias Mimosoideae y Caesalpinioideae, donde las flores pueden ser radiales y menos diferenciadas.
Importancia económica
Las leguminosas tienen una importancia económica fundamental debido a su papel en la alimentación humana y animal, así como en la industria. Algunas de las especies más relevantes incluyen:

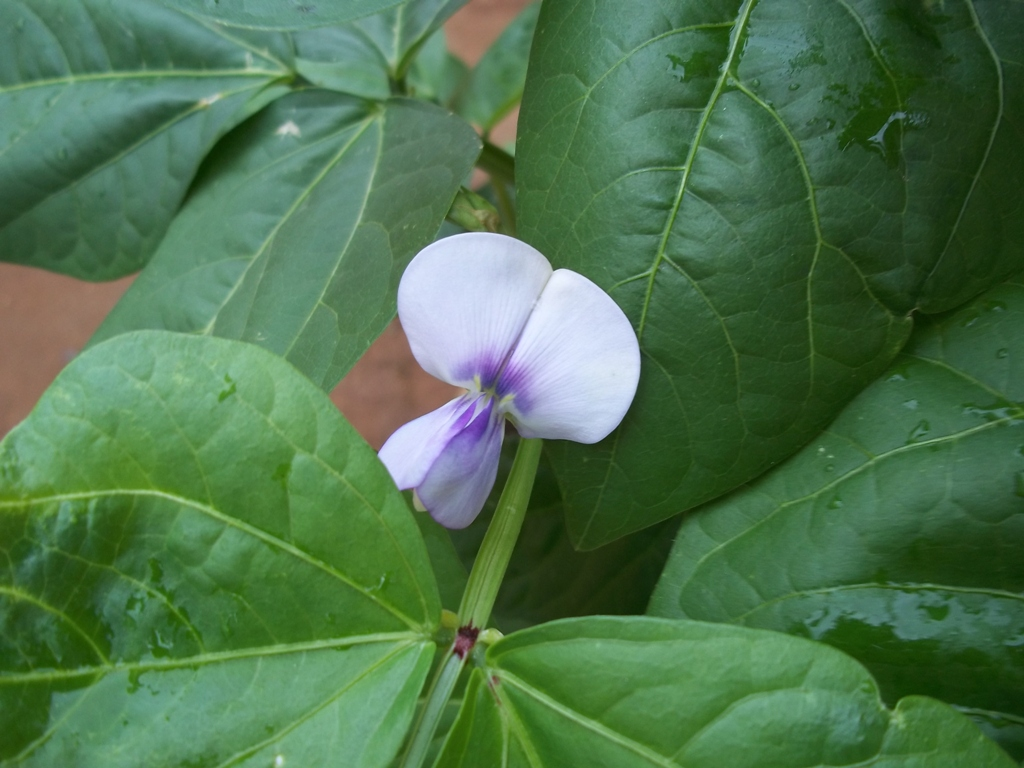
Detalle de hojas y flor de Phaseolus vulgaris.

- Phaseolus spp. (frijoles comunes) - fuente clave de proteínas en muchas dietas globales.
- Glycine max (soja) - utilizada en la producción de aceite, alimento para el ganado y en productos derivados como tofu y leche de soja.
- Arachis hypogaea (maní o cacahuete) - consumido como fruto seco y base para la producción de aceites y mantequilla de maní.
- Cicer arietinum (garbanzo) y Lens culinaris (lenteja) - esenciales en diversas cocinas tradicionales, especialmente en Asia y el Mediterráneo.
- Pisum sativum (guisante o chícharo) - cultivado tanto para consumo fresco como para la producción de proteínas vegetales.

Además de las legumbres comestibles, muchas especies leñosas dentro de Fabaceae tienen aplicaciones industriales y forestales. Por ejemplo:

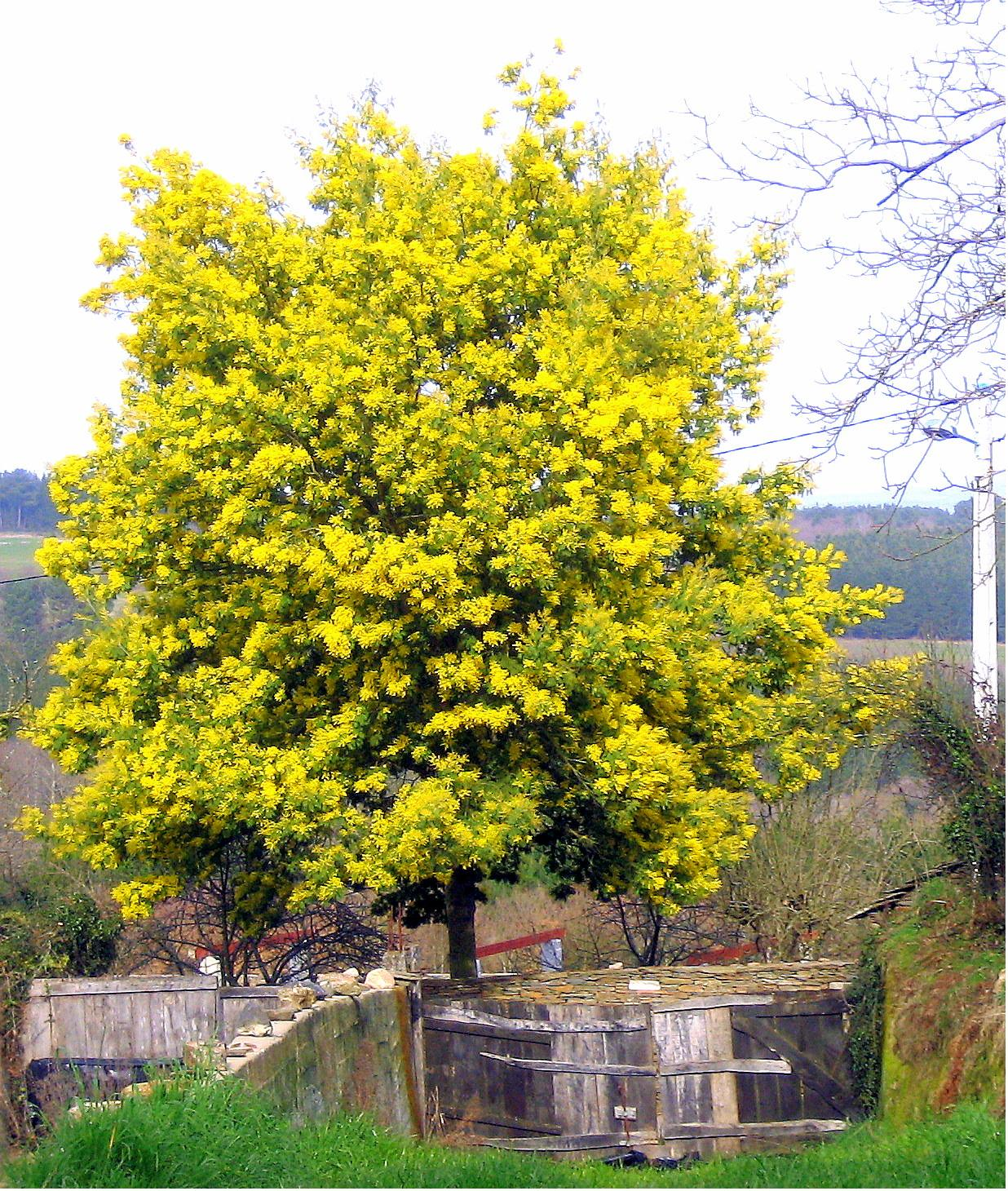
Acacia dealbata.

- Acacia spp. - empleadas en la producción de gomas, taninos y madera.
- Dalbergia spp. - maderas preciosas como el palisandro y el palo de rosa.
- Prosopis spp. - usadas en la producción de leña y forraje para ganado.
- Indigofera tinctoria - fuente natural de tinte índigo.

Importancia ecológica y agrícola
Las Fabaceae desempeñan un papel ecológico crucial en los ecosistemas terrestres debido a su capacidad para fijar nitrógeno atmosférico mediante una relación simbiótica con bacterias del género Rhizobium y Bradyrhizobium. Estos microorganismos forman nódulos en las raíces de las plantas, facilitando la conversión del nitrógeno atmosférico en formas utilizables por otros organismos, lo que enriquece la fertilidad del suelo. Por esta razón, muchas especies de Fabaceae se utilizan en la rotación de cultivos y como cultivos de cobertura para mejorar la calidad del suelo en sistemas agrícolas sostenibles.
Especies como Medicago sativa (alfalfa) y Trifolium spp. (tréboles) son comúnmente utilizadas como forraje para el ganado, mientras que otras, como Lupinus spp. (altramuces), contribuyen a la rehabilitación de suelos degradados.
Uso en reforestación y control de erosión
Muchas especies de Fabaceae tienen un crecimiento rápido y son resistentes a condiciones adversas, lo que las hace ideales para programas de reforestación y control de erosión. Ejemplos incluyen:

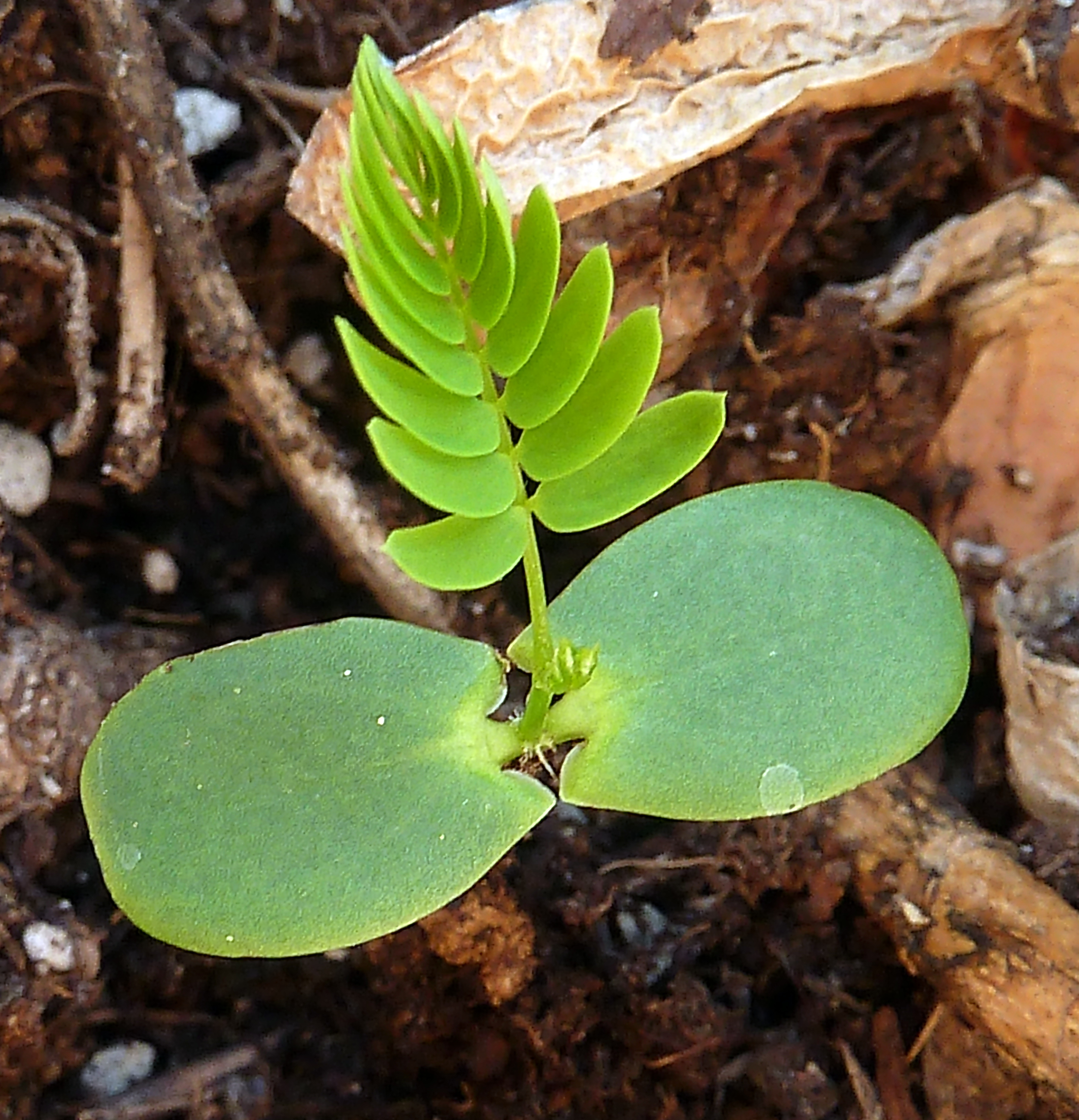
Plántula de Leucaena leucocephala.

- Leucaena leucocephala - usada en sistemas agroforestales por su rápido crecimiento y capacidad de fijación de nitrógeno.
- Sesbania spp. - empleadas para estabilizar suelos en zonas inundables.
- Erythrina spp. - usadas en cercas vivas y sistemas agroforestales tropicales.

### Polygalaceae
Polygalaceae, comúnmente conocida como la familia algodoncillo. Después de Fabaceae, es la segunda familia más grande de Fabales. Las plantas de esta familia se encuentran en todo el mundo, a excepción de Nueva Zelanda y el Ártico. La mayoría de las especies de esta familia pertenecen al género Polygala.
Polygalaceae comprende arbustos, árboles e incluso hierbas parásitas que carecen de clorofila verde. Esta familia tiene importancia económica como fuente de cultivares ornamentales y plantas medicinales.

### Surianaceae
Las surianáceas consisten en árboles o arbustos con hojas simples y dispuestas en espiral. Algunos de los géneros de esta familia se encuentran en las siguientes regiones:
- Cadellia, Guilfoylia y Stylobasium se distribuyen en Australia (Cadellia, Guilfoylia y Stylobasium).
- Recchia se encuentra en México.
- Suriana está presente en áreas litorales pantropicales.

### Quillajaceae

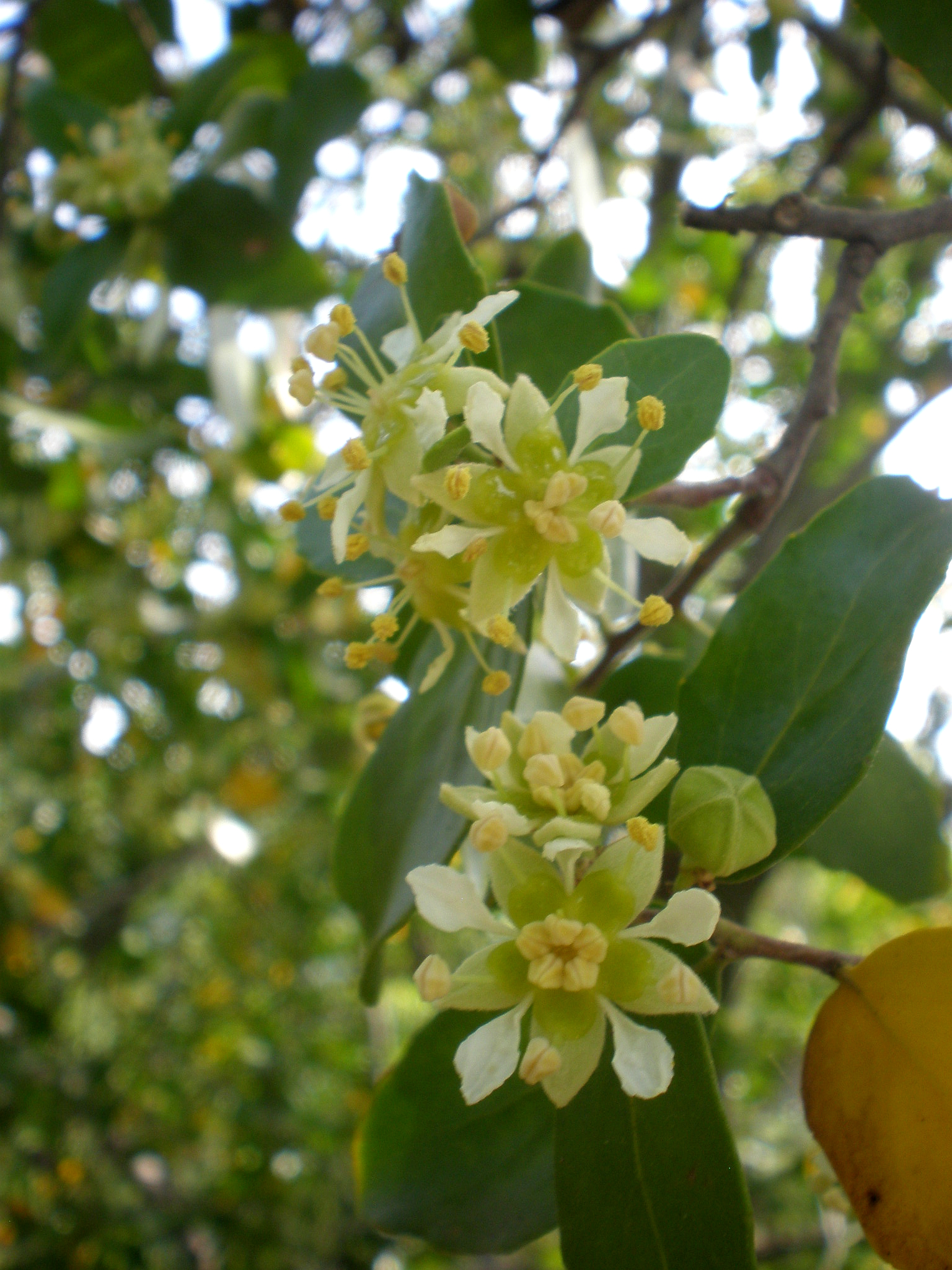
Quillaja saponaria.

Quillajaceae contiene un solo género llamado Quillaja, con solo tres especies distribuidas en América del Sur templada. Las plantas de esta familia son pequeños árboles de hoja perenne que tienen una corteza rica en saponinas.

## Importancia ecológica y económica
Las Fabaceae desempeñan un muy importante papel ecológico en la fijación del nitrógeno. El nitrógeno es un elemento de todas las proteínas y es un componente esencial tanto en el metabolismo vegetal como en el animal. Aunque el nitrógeno elemental constituye alrededor del 80% de la atmósfera, no está directamente disponible para los organismos vivos; el nitrógeno que puede ser metabolizado por los organismos vivos debe estar en forma de nitratos o compuestos amoniacales. Mediante un acuerdo de simbiosis entre las leguminosas y la bacteria Rhizobium, el nitrógeno gaseoso (N2) se fija en un compuesto y pasa a estar disponible para el mundo biótico. La planta leguminosa proporciona un hogar y subsistencia a las bacterias en los nódulos radiculares. En una compleja interacción biosintética entre la planta huésped y la bacteria, se forman compuestos nitrogenados que son utilizados por la planta huésped. Estos compuestos también están disponibles para otras plantas después de que las raíces descompuestas (y otras partes de la planta) de la planta huésped hayan permitido que estos productos nitrogenados se liberen en el suelo. Los animales obtienen nitrógeno compuesto comiendo plantas u otros animales.
En consecuencia, la vegetación de los bosques, praderas y desiertos de la mayor parte del mundo depende fundamentalmente del componente leguminoso de su vegetación y no podría existir sin él. Sólo en unos pocos ecosistemas -los que incluyen pocas especies de leguminosas- han evolucionado mecanismos biológicos alternativos de fijación del nitrógeno. Se trata de relaciones simbióticas entre diversas especies leñosas distintas de las leguminosas y determinados actinomicetos o bacterias, y se limitan sobre todo a los bosques boreales perennifolios, determinadas zonas costeras y turberas ácidas. La fijación de nitrógeno por cianobacterias de vida libre parece ser importante en los ecosistemas acuáticos. A escala mundial, sin embargo, estos arreglos alternativos de fijación de nitrógeno son relativamente menores comparados con los soportados por las leguminosas.
La fijación del nitrógeno por las leguminosas tiene una importancia capital en la agricultura. Antes del uso de fertilizantes sintéticos en los países industrializados, el cultivo de plantas, con la excepción del arroz, dependía de las leguminosas y de los residuos vegetales y animales (como estiércol) para la fertilización nitrogenada. Un procedimiento habitual era el uso de la rotación de cultivos, normalmente la alternancia de un cultivo de grano comercial como el maíz con una leguminosa, a menudo alfalfa (Medicago sativa), en el mundo templado. Además de la aportación de nitrógeno, en este caso la leguminosa proporciona forraje para los animales (heno o ensilado). Los pastos u otras zonas de pastoreo deben tener componentes de leguminosas, como un trébol (Trifolium), así como un componente de hierba.

## Filogenia
La posición sistemática del grupo, con la circunscripción taxonómica actual, determinada mediante técnicas de filogenia molecular se ha estudiado extensamente.